# スカイヨーロッパ航空
スカイヨーロッパ航空（SkyEurope Airlines、破産会社）は、かつてスロバキアのブラチスラヴァ市に本社を置く中央ヨーロッパを中心とした格安航空会社であった。資金繰りが悪化し、2009年8月31日に破産申請を行って倒産した。

## 概要

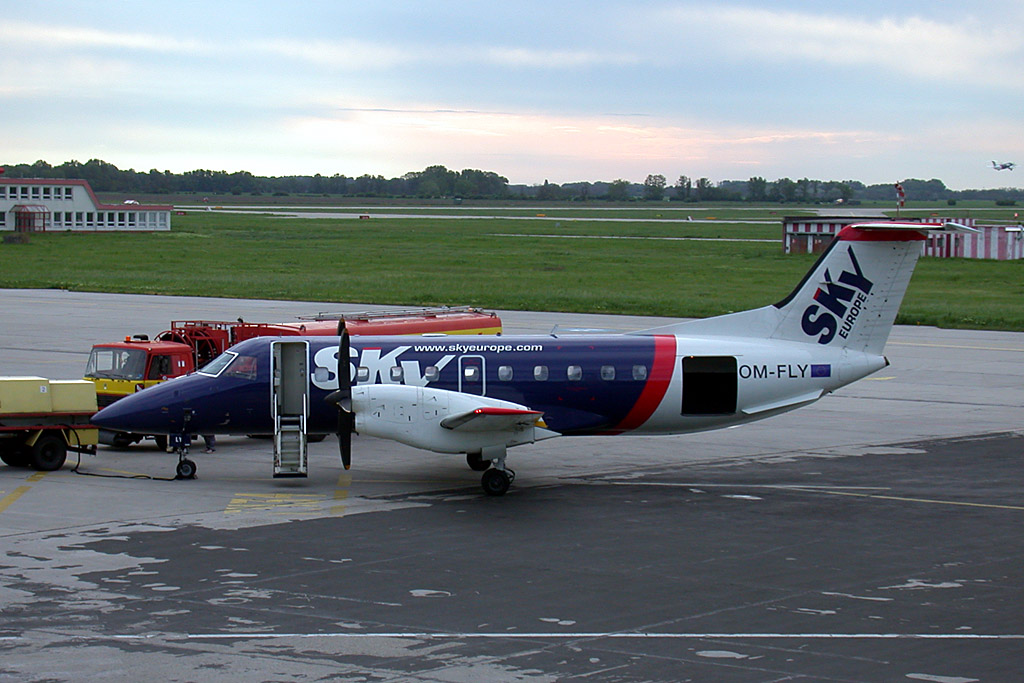
開業当時使用していた30席のEMB-120

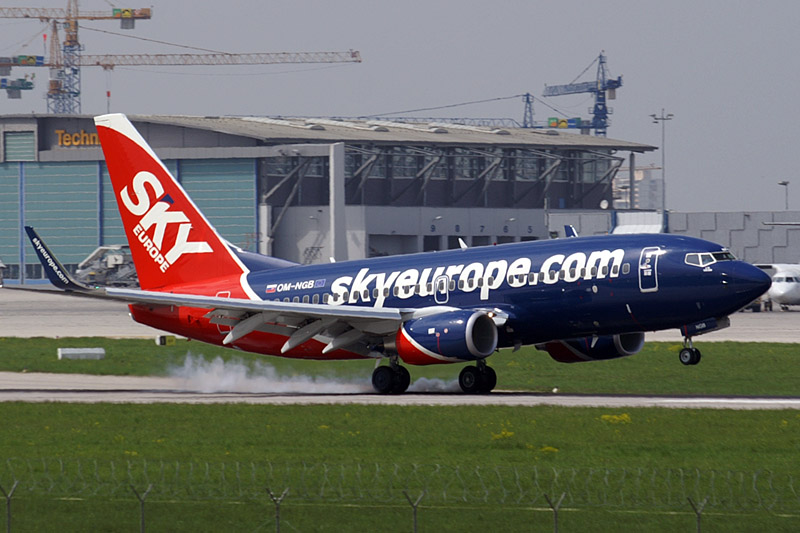
拡大路線で積極的に導入した最新鋭のボーイング737-700

2001年11月にアライン・スコヴォロネク（Alain Skowronek）とクリスチャン・マンドル (Christian Mandl) によって創業し、30席のターボプロップ機エンブラエル120型機を使用して翌2002年2月13日から国内線ブラチスラヴァ-コシツェ便の運航を開始した。
2003年からはボーイング737型機を導入し、積極的に国際線路線を開拓。17か国30方面に計44路線を持つ中欧最大の格安航空会社に発展した。車で1時間圏内にスロバキア国内のほか、オーストリア、ハンガリー、チェコを収めるブラチスラヴァ空港の地の利を生かし、ブラチスラヴァ空港-ウィーン市街地間にシャトルバスを運行するなどして集客に努めた。
2005年にはウィーンとワルシャワの証券取引所に上場。2006年12月には、ボーイング737-700型機を使用してウィーン空港発着の16路線を開設すると発表して2007年3月から運航を開始し、オーストリア国内の市場開拓に成功した。

### 経営破綻
積極的な経営で事業規模を拡大し、欧州復興開発銀行やオランダのABNアムロ銀行などからの融資で資金調達を行っていたが、2009年年始に資金繰りの悪化が表面化し、1月6日にリース会社が航空機6機を引き上げた。上場時に1株6ユーロだった同社の株価は同年2月に0.15ユーロにまで下落した。
6月22日には、パリ・オルリー国際空港の着陸料未払いでボーイング737-700型機が空港側に差し押さえられた。6月23日に会社側は会社更生を申請しブラチスラヴァ地裁はこれを認めた。しかし8月に入ってさらに状況は悪化し、14日にはウィーン空港の着陸料未払いでウィーン発着が不可能となったため、乗客はバスでブラチスラヴァ空港まで移動して搭乗することになった。この日会社側は15日支払いの給料を月末に延期することで従業員側と合意した。
しかしその後も事態は好転せず、ルズィニエ国際空港を管理するプラハ空港国有会社と燃料供給業者は、8月31日に未払いの着陸料や燃料代を支払うよう会社側に最終通告を行った。結局会社側は資金を調達することができず、31日午前0時を回った直後にブラチスラヴァ地裁に破産申請を行って倒産し、9月1日付ですべての事業を停止した。
2009年9月以降、ライアンエアー（アイルランド）、マレーヴ・ハンガリー航空、ウィズエアー（以上ハンガリー）、ブルーエアー（ルーマニア）の各航空会社が、スカイヨーロッパの航空券を持つ乗客が低料金で搭乗できる救済措置を講じた。

## 就航路線
経営破たん直前の2009年夏における最終期のスロバキア国内発着路線は次の通り。
- ブラチスラヴァ発着 - バルセロナ、ブルガス、カターニア、ドブロブニク、イスタンブール、コペンハーゲン、コシツェ、ロンドン・ルートン、マラガ、マンチェスター、パリ・オルリー、ローマ、スプリト
- コシツェ発着 - ブラチスラヴァ、ロンドン・ルートン、マンチェスター
- ポプラド発着 - ロンドン・ルートン

## 保有機材
2002年の開業当初は30席の双発ターボプロップ機エンブラエルEMB-120ERブラジリア2機を保有。2004年にかけて同型機をさらに4機導入したが、一方で2003年からボーイング737-500型機を、2005年からボーイング737-300型機を、2006年からボーイング737-700型機をそれぞれ導入し、EMB-120型機は2005年にすべて手放した。破産時には13機が在籍していた。
ボーイング737-500および737-700の導入1番機には、スロバキア人ファッションモデルのアドリアナ・スクレナジーコヴァーにちなみ「アドリアナ」と名付けられた。
- ボーイング 737-500 - 2003年から2009年までに9機導入。破産時在籍2機。
- ボーイング 737-300 - 2005年から2009年までに7機導入。破産時在籍7機。
- ボーイング 737-700 - 2006年から2009年までに15機導入。破産時在籍4機。